# Mistrzostwa Świata w Lekkoatletyce 1983 – chód na 50 km mężczyzn
Chód na 50 kilometrów mężczyzn – jedna z konkurencji rozgrywanych podczas lekkoatletycznych mistrzostw świata w 1983. Meta znajdowała się na Stadionie Olimpijskim w Helsinkach.

## Terminarz
| Data        |       |
| ----------- | ----- |
| 12 sierpnia | Finał |

## Rekordy
|               | Zawodnik    | Wynik   | Miejsce  | Data               |
| ------------- | ----------- | ------- | -------- | ------------------ |
| Rekord świata | Josep Marín | 3:40:46 | Walencja | 13 marca 1983(dts) |

## Wyniki
| Poz. | Imię i nazwisko   | Reprezentacja     | Wynik   |
| ---- | ----------------- | ----------------- | ------- |
| 1    | Ronald Weigel     | NRD               | 3:43:08 |
| 2    | Josep Marín       | Hiszpania         | 3:46:32 |
| 3    | Siergiej Jung     | ZSRR              | 3:49:03 |
| 4    | Reima Salonen     | Finlandia         | 3:52:53 |
| 5    | Raúl González     | Meksyk            | 3:53:51 |
| 6    | François Lapointe | Kanada            | 3:53:57 |
| 7    | Sandro Bellucci   | Włochy            | 3:55:38 |
| 8    | Wiktor Dorowskich | ZSRR              | 3:56:02 |
| 9    | Marco Evoniuk     | Stany Zjednoczone | 3:56:57 |
| 10   | Bengt Simonsen    | Szwecja           | 3:57:25 |
| 11   | Pavol Szikora     | Czechosłowacja    | 3:59:03 |
| 12   | László Sátor      | Węgry             | 3:59:27 |
| 13   | Lars Ove Moen     | Norwegia          | 4:00:50 |
| 14   | Seppo Immonen     | Finlandia         | 4:02:00 |
| 15   | Manuel Alcalde    | Czechosłowacja    | 4:03:10 |
| 16   | José Pinto        | Portugalia        | 4:03:47 |
| 17   | Pavol Blažek      | Czechosłowacja    | 4:06:49 |
| 18   | Karl Degener      | RFN               | 4:06:51 |
| 19   | Lennart Mether    | Szwecja           | 4:07:46 |
| 20   | Miklós Domján     | Węgry             | 4:08:11 |
| 21   | Felix Goméz       | Meksyk            | 4:09:22 |
| 22   | Dominique Guebey  | Francja           | 4:09:40 |
| 23   | Daniel O’Connor   | Stany Zjednoczone | 4:18:41 |
| 24   | Dai Mingxi        | Chiny             | 4:30:28 |
| 25   | Zhang Fuxin       | Chiny             | 4:35:46 |
| 26   | Osvaldo Morejon   | Boliwia           | 4:35:58 |
| –    | Bohdan Bułakowski | Polska            | DNF     |
| –    | Bo Gustafsson     | Szwecja           | DNF     |
| –    | Jim Heiring       | Stany Zjednoczone | DNF     |
| –    | Gérard Lelièvre   | Francja           | DNF     |
| –    | Jordi Llopart     | Hiszpania         | DNF     |
| –    | Erling Andersen   | Norwegia          | DQ      |
| –    | Martín Bermúdez   | Meksyk            | DQ      |
| –    | Bogusław Duda     | Polska            | DQ      |
| –    | Dietmar Meisch    | NRD               | DQ      |
| –    | Mykoła Udowenko   | ZSRR              | DQ      |